# Demetrius Harris
Demetrius Harris (Carrollton, 29 luglio 1991) è un giocatore di football americano statunitense, tight end degli Arizona Cardinals.

## Caratteristiche tecniche
Impiegato principalmente come tight end, è in grado sia di giocare come ricettore di passaggi sia come blocco aggiuntivo contro i linebacker e i defensive end avversari.

## Carriera

### Carriera collegiale
In gioventù frequenta la Jacksonville High School di Jacksonville, Arkansas, eccellendo sia nel football americano sia nella pallacanestro. Inizialmente intenzionato ad iscriversi presso l'università dell'Arkansas, a causa della mancata selezione come giocatore di football è invece costretto a immatricolarsi presso il Mineral Area College, come giocatore di basketball. Nel 2011 si trasferisce all'università del Wisconsin-Milwaukee, dove pratica ancora la pallacanestro, attirando però le attenzioni delle franchigie dell'NFL a causa delle sue dimensioni fisiche.

### Carriera professionistica
Nell'estate 2013 viene ingaggiato come undrafted free agent dai Kansas City Chiefs. Trascorre la prima annata da professionista come membro della practice squad, venendo promosso alla rosa attiva per la stagione 2014. Debutta in NFL il 7 settembre 2014, in occasione della gara di week 1 persa contro i Tennessee Titans (10-26); un infortunio rimediato a inizio novembre seguente gli fa tuttavia concludere anzitempo la stagione. Riconfermato per le successive annate, il 3 gennaio 2016 realizza il suo primo touchdown tra i professionisti, contribuendo al successo di week 16 sugli Oakland Raiders (23-17). Il 25 dicembre 2016, in occasione della gara di week 15 contro i Denver Broncos (33-10), capitalizza con un touchdown un passaggio del collega Dontari Poe, rendendolo così il giocatore più pesante (156,9 kg) ad aver mai realizzato un passaggio per touchdown nella storia dell'NFL. Nel maggio 2018 viene invece sospeso per il week 1 della stagione 2018 dopo essere stato giudicato colpevole del reato di possesso di marijuana (episodio accaduto nel marzo 2017).
Il 14 marzo 2019 si trasferisce ai Cleveland Browns. Debutta con la nuova franchigia l'8 settembre seguente, nella gara di week 1 persa contro i Tennessee Titans (13-43). Viene svincolato il 17 febbraio 2020. Due giorni più tardi si accasa ai Chicago Bears. Fa il suo esordio con i Bears il 13 settembre, in occasione del match di week 1 vinta contro i Detroit Lions (27-23).
L'11 agosto 2021 viene ingaggiato dagli Arizona Cardinals. Debutta il 12 settembre seguente, nel match di week 1 vinto contro i Titans (38-13).